# Adolf Poschmann

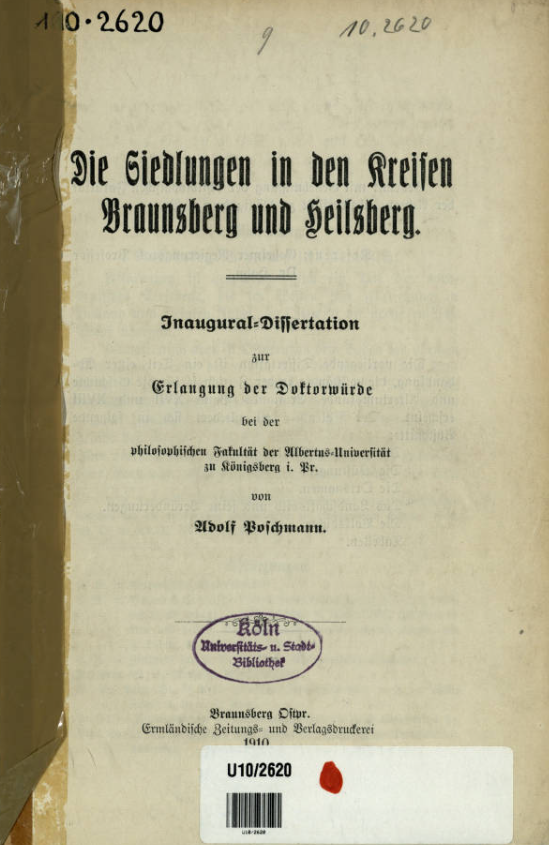
Die Siedlungen in den Kreisen Braunsberg und Heilsberg, 1910

Adolf August Poschmann (* 2. Januar 1885 in Neuendorf im Ermland; † 24. Dezember 1977 in Münster) war ein deutscher Pädagoge, Heimatforscher und Sachbuchautor.

## Leben
Adolf Poschmann wurde 1885 in Neuendorf (heute Nowa Wieś Mała) im Kreis Heilsberg geboren. Er legte das Abitur in Braunsberg ab und studierte Germanistik und Geschichte in Innsbruck, Berlin und München sowie Geographie in Königsberg. In Berlin wurde er Mitglied der CV-Verbindung Hansea, in München der KDStV Aenania München und in Königsberg der Tuisconia. Im Jahr 1910 wurde er im Fach Geographie beim Friedrich Hahn in Königsberg zum Doktor promoviert. Im Anschluss war er seit 1911 Oberlehrer und dann 1914–1919 Direktor der Deutschen Oberschule Madrid sowie Studienrat und in der Zeit von 1922 bis 1945 Direktor des Staatlichen Gymnasiums in Rößel. Zwischendurch war er von 1930 bis 1933 Direktor der Schloßschule in Braunsberg. Nach Kriegsende leitete er bis zur Emeritierung im Jahr 1950 das Staatliche Aufbaugymnasium in westfälischen Rüthen.
Adolf Poschmann forschte jahrelang zur Verfassungs-, Sozialgeschichte sowie zur Kirchen-, Kultur- und Wirtschaftsgeschichte Ermlands und verfasste Monographien u. a. über die Städte Braunsberg, Rößel und Seeburg. Es folgten Publikationen über das Augustinerkloster und das Jesuitenkolleg in Rößel.
Ab Ende der 1920er war August Poschmann ein Mitglied der Historischen Kommission für ost- und westpreußische Landesforschung sowie jahrelang ein Mitglied beim Historischen Verein für Ermland. In Anerkennung seiner Verdienste als Pädagoge, Schulleiter und Heimatforscher wurde er im Jahr 1960 mit dem Bundesverdienstkreuz ausgezeichnet.

## Auszeichnungen
- 1960: Bundesverdienstkreuz 1. Klasse

## Schriften (Auswahl)
- Die Siedlungen in den Kreisen Braunsberg und Heilsberg. Ermländische Zeitungs- und Verlagsdruckerei, Braunsberg 1913.
- Das Jesuitenkolleg in Rößel. Ermländische Zeitungs- und Verlagsdruckerei, Braunsberg 1933.
- Die Einführung der Steinschen Städteordnung in Braunsberg. Der Magistrat und die Stadtverordneten 1809–1817. Verlag Rößel, 1936.
- 600 Jahre Rößel. Bilder aus alter und neuer Zeit 1337–1937. Verlag B. Kruttke Nachfolger, Rößel 1937.
- 600 Jahre Seeburg. Bilder aus alter und neuer Zeit 1338–1938. Verlag Stadtverwaltung, Seeburg 1938.
- Ermland. Ein katholisches Bauernland im deutschen Osten. A. Fromm Verlag und Handelsdruckerei, Osnabrück 1960.
- Das Kirchspiel Heinrikau in alter und neuer Zeit. Heinrikau, Kleefeld, Komainen, Neuhof, Kreis Braunsberg, Ostpreußen. Truso-Verlag, Bremerhaven 1973.
- Die Schotten im Ermland. In: Ermländischer Hauskalender. Maximilian-Kaller-Stiftung (Hrsg.), 1963, S. 145–155.